# Gyponana tenuis
Gyponana tenuis är en insektsart som beskrevs av Delong och Freytag 1964. Gyponana tenuis ingår i släktet Gyponana och familjen dvärgstritar. Inga underarter finns listade i Catalogue of Life.